# Работническа сила
Работническа сила (на немски: Arbeitskraft; на английски: labour power; на френски: force de travail) e централна концепция, използвана от Карл Маркс в неговата критика на капиталистическата политическа икономия. Той е смятал работната сила за най-важната от продуктивните сили на човешките същества. Работническата сила може просто да бъде дефинирана като „капацитет за работа“, самата способност да се работи. Работническата сила съществува във всеки вид общество, но средствата и начините, по които е „търгувана“ или комбинирана със средствата за производство, за да произвежда стоки и услуги варират в много голяма степен.
При капитализма, според Маркс, продуктивните сили на труда се проявяват като креативни сили на капитала. Тоест „работната сила като работа“ става компонент на капитала и функционира като работен капитал. Работата става просто работа, работниците се превръщат в абстрактна работна сила, и контролът върху работата е в прерогативите на мениджмънта.
|  | Тази страница частично или изцяло представлява превод на страницата Labour power в Уикипедия на английски. Оригиналният текст, както и този превод, са защитени от Лиценза „Криейтив Комънс – Признание – Споделяне на споделеното“, а за съдържание, създадено преди юни 2009 година – от Лиценза за свободна документация на ГНУ. Прегледайте историята на редакциите на оригиналната страница, както и на преводната страница, за да видите списъка на съавторите. ВАЖНО: Този шаблон се отнася единствено до авторските права върху съдържанието на статията. Добавянето му не отменя изискването да се посочват конкретни източници на твърденията, които да бъдат благонадеждни. |